# 2016년 뷔르츠부르크 열차 흉기난동

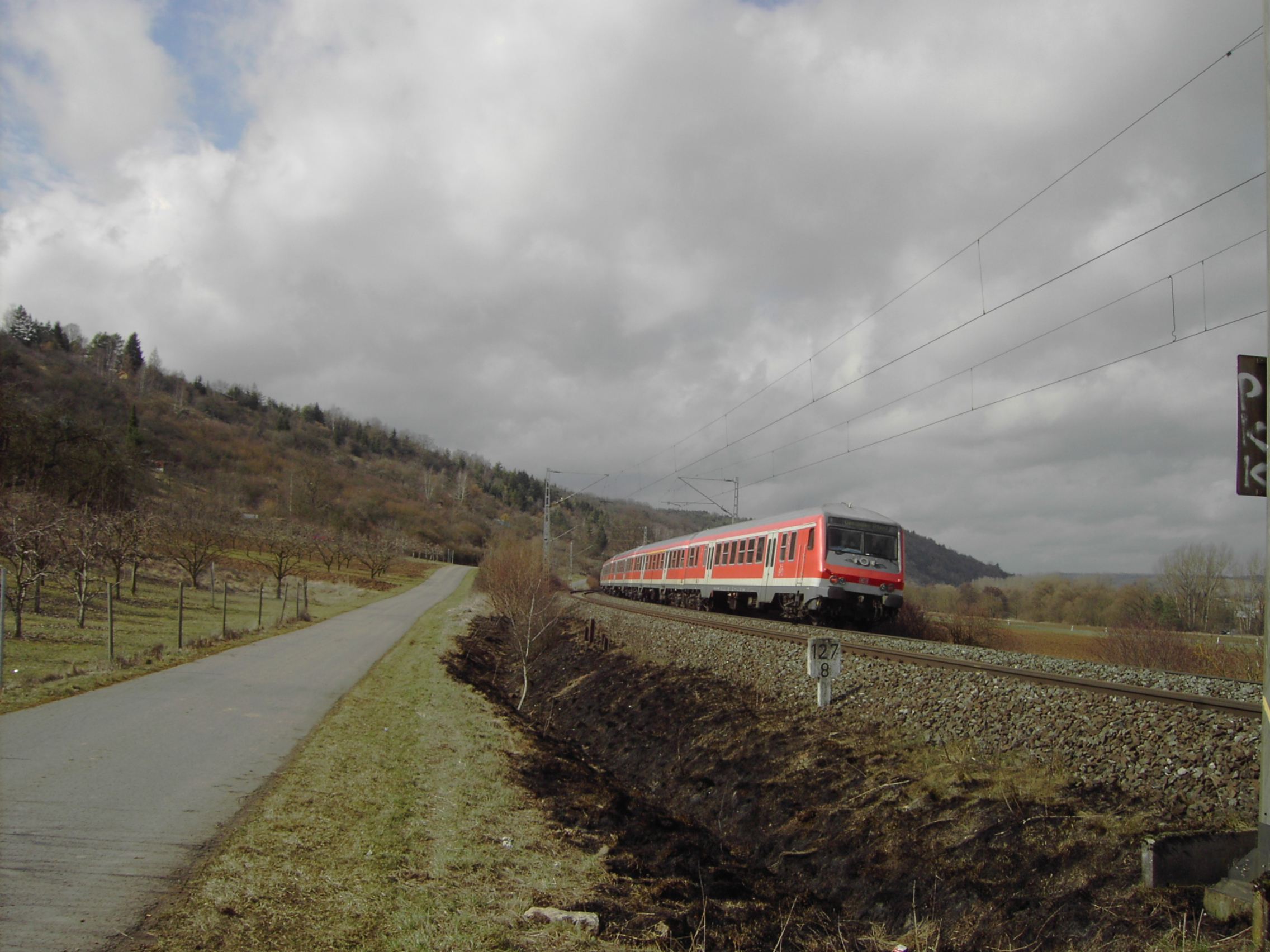

2016년 7월 18일 독일 바이에른주 뷔르츠부르크의 한 열차 안에서 17세 난민 아프가니스탄 남성에 의한 무차별 칼, 도끼 난동으로 4명이 부상을 당했다. 트로이히틀링엔-뷔르츠부르크 철도의 한 열차 안에서 벌어진 사건으로, 용의자는 사살되었다.